# Jean-Philippe de Hanau-Lichtenberg
Le comte Jean-Philippe de Hanau-Lichtenberg (13 janvier 1626 à Bouxwiller - 18 décembre 1669 à Babenhausen) est un fils du comte Philippe Wolfgang de Hanau-Lichtenberg (1595-1641) et de son épouse, la comtesse Jeanne d'Oettingen-Oettingen (1602-1639).

## Biographie
Au cours de son enfance, ses parents ont dû fuir à plusieurs reprises de leur comté de Bouxwiller à proximité de Strasbourg, où la famille possède une maison de maître, pour éviter les combats de la Guerre de Trente Ans. En tant que deuxième fils, il reçoit le château et le quartier de Babenhausen de son père. Il ne peut prendre possession de Babenhausen en 1647, comme il a été occupé par Mayence pendant la guerre. Après la fin de la guerre, Jean Philippe et son jeune frère Jean-Reinhard II de Hanau-Lichtenberg (1628-1666) font un Grand Tour à travers l'Allemagne, les Pays-Bas, l'Angleterre, la France et la Suisse.
En 1664, Jean Philippe visite la Diète de Ratisbonne, où il se bat en duel contre un prince de la Maison Reuss. En 1669, il tente d'organiser un coup d'état contre son frère Frédéric Casimir de Hanau qui a accablé le comté de Hanau avec de lourdes dettes, et essaie d'améliorer sa situation financière en vendant une partie de son territoire. Les parents de Frédéric Casimir désapprouvent son action et en novembre 1669, ils prennent le pouvoir pendant son absence. Leur gouvernement d'urgence s'effondre après trois jours et Frédéric Casimir est rétabli au pouvoir. Il chasse alors Jean Philippe de la ville de Hanau.
Jean Philippe est mort le mois suivant, le 18 décembre 1669, et est enterré dans l'église Saint Nicolas de Babenhausen, où sa femme a été enterrée plus tôt.

## Mariage et descendance
Le 16 février 1651, il épouse la princesse Suzanne-Marguerite d'Anhalt-Dessau (1610-1663). Elle est une fille de Jean-Georges Ier d'Anhalt-Dessau (1567-1618) et de la comtesse palatine Dorothée de Simmern. Elle est la plus jeune sœur de la princesse Sibylle-Christine d'Anhalt-Dessau (1603-1686), la seconde épouse de Frédéric Casimir de Hanau, qui est le comte et un frère aîné de Jean Philippe. Le mariage reste sans enfant.
Jean Philippe a plusieurs enfants illégitimes. Au moins trois sont documentés,:
- Une fille (né après 1663)[5], mariée à un fonctionnaire de la douane nommé Cressl,
- Un fils (né après 1663)[6], qui utilise le nom de famille de Berg et sert comme officier dans la milice de Hanau,
- Un autre fils (né après 1663), qui utilise également le nom de famille de Berg et sert également comme officier dans la milice de Hanau.

Rien n'est connu au sujet de la mère de ces enfants.